# Convento de San Francisco (Soria)
El convento de San Francisco se encuentra cercano al parque de la Alameda en la ciudad de Soria (España).
En plena zona extramuros de la muralla de Soria, se encuentra la iglesia de San Francisco, antigua iglesia conventual de los franciscanos y hoy día parroquia de San Francisco. En ella se puede visitar el altar mayor de la iglesia de San Nicolás, de la misma ciudad de Soria, que realizó el escultor Gabriel de Pinedo. 

## Historia

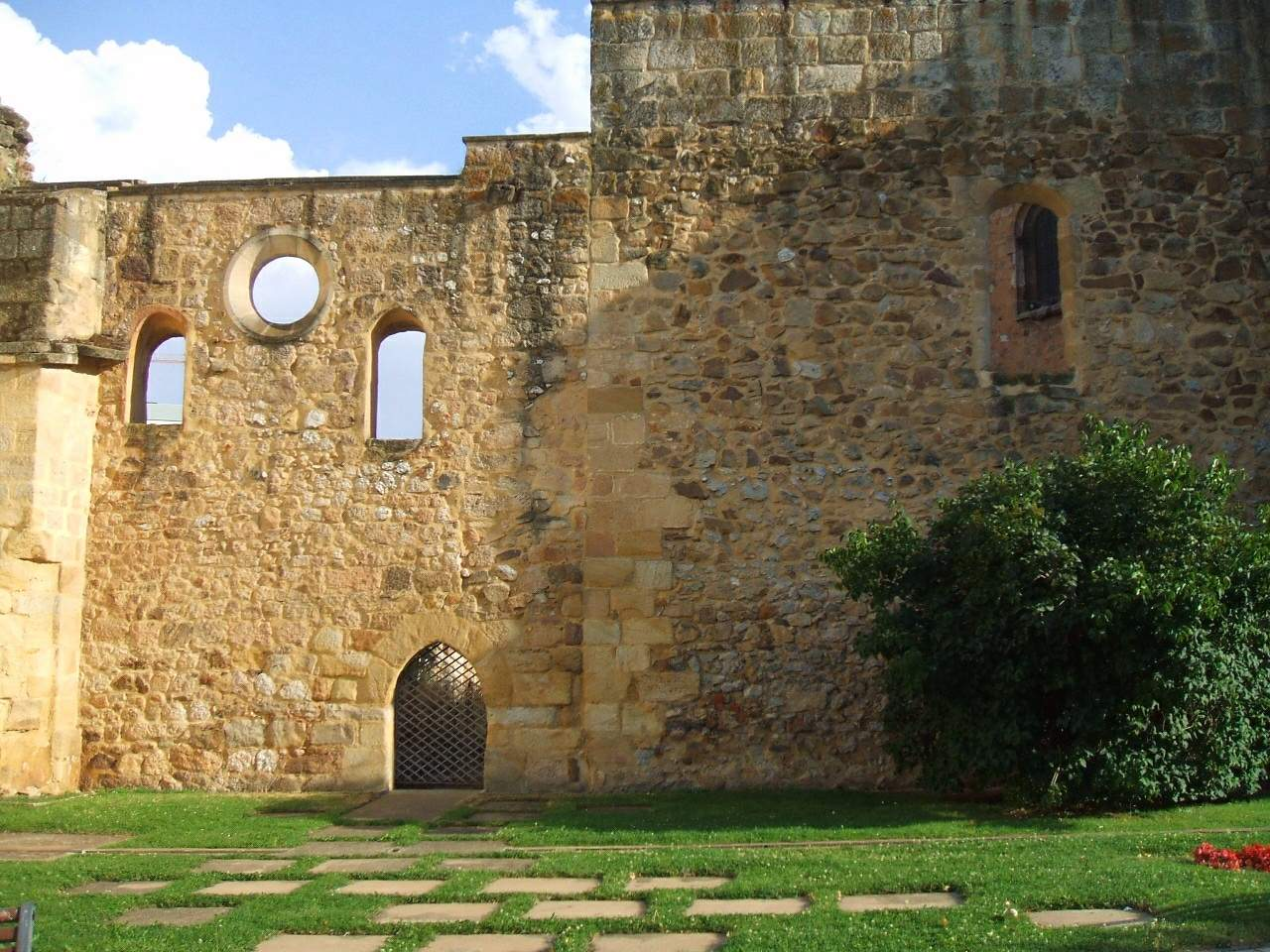
Aspecto del exterior del edificio conventual.

Según cuentan las crónicas, hay una piadosa tradición, que a su vez proviene de la Orden Franciscana, según la cual se atribuye la fundación de este convento al propio San Francisco de Asís. Cuando pasó por Soria en 1214, Camino de Santiago de Compostela, salió un día a pasear por los alrededores y señaló, mediante la colocación de algunas piedras, el lugar exacto donde quería que se erigiese el nuevo edificio franciscano. Lo cierto que en muy poco tiempo se levantaba en aquel lugar un convento y en él se celebraba el segundo Concilio de la naciente orden franciscana. En alguno de sus nichos funerarios se dio sepultura a don Jaime IV, rey nominativo de Mallorca, hijo de Jaime III y rey consorte de Nápoles, tercer esposo de Juana I de Nápoles y Sicilia en 1375. 
En mayo de 1375, el infante heredero de la corona de Castilla Juan I de Castilla se casó con Leonor, hija de Pedro IV de Aragón el Ceremonioso, precisamente, según Zurita, en esta iglesia, en el mismo recinto donde se acababa de enterrar al rey de Mallorca. Con motivo de su matrimonio, "El infante Juan dispuso que se le cantase en esta iglesia una misa de la Trinidad cada día, concediendo a cambio a los frailes un juro perpetuo de 4.000 maravedíes sobre la martiniega de Soria". Las bodas tuvieron una gran repercusión ya que junto con las tornabodas y los festejos de San Juan, todo en uno, duraron más de un mes, haciendo de esta ciudad una fiesta ininterrumpida.
La primitiva iglesia de San Francisco debió de ser una iglesia de gran longitud, con las características de las Órdenes Mendicantes, pero de la que no ha quedado casi ningún rastro. En 1533 amenazaba ruina total y se planeó construir nueva iglesia en 1598, sustituyendo la iglesia románica por una gótica siguiendo trazas del cantero Francisco Collado; compuesta por una espaciosa nave, transepto, cabecera con tres ábsides pentagonales y capillas abiertas a la nave centra en las que estarían enterrados los componentes de las familias más linajudas de Soria, los Veras, Mariscales de Castilla, Barnuevos, Morales y Zapatas, Beltranes, Calderones, Heras y Aguileras.
El día de la Conversión de San Pablo de 1618, se quemó todo el convento primitivo, excepto la iglesia y una zona que daba a la huerta. En este incendió también desapareció el archivo, con lo cual no quedó documentación que pudiera dar más pistas sobre sus orígenes y primera edificación.
Entre los franciscanos ilustres que tuvieron alguna relación con este convento podemos citar a Fray Francisco de Sosa, General de los Franciscanos, que llegó a ser obispo de Canarias (1607), Inquisidor del Concejo Supremo y Obispo de Osma (1613). Los franciscanos también tuvieron un compromiso con la enseñanza en Soria. Allí existía una cátedra de Teología. En la cripta de la iglesia del Salvador de Soria se conserva un cuadro que representa a uno de los lectores franciscanos de la cátedra de Teología del siglo XIX del convento soriano. A esta cátedra podían asistir estudiantes seglares. 
En 1812, durante la Guerra de la Independencia, el brigadier José Joaquín Durán ordenó su destrucción, con la idea de evitar que los franceses pudieran fortificarse allí. En el incendio sólo se destruyó la capilla mayor y el crucero de la iglesia, quedando intacto lo demás y el convento. Después de la contienda los franciscanos se pusieron a reedificar el edificio de la iglesia pero, por no tener fondos, se limitaron a mejorar la mitad de la nave central. 
En 1835 se produce la desamortización de Mendizábal y los franciscanos abandonan el convento, trasladándose a él, el también desamortizado Hospital de Santa Isabel quedando en posesión de la Diputación Provincial. Entre 1835 y 1970 el hospital de Santa Isabel recibe en su nueva ubicación a la congregación de Hijas de la Caridad y finalmente en el año 1970 se traslada al Hospital Virgen del Mirón en la carretera de Logroño. Tras el traslado y de acuerdo a la Ley 14/1970 de 4 de agosto se creó el Colegio Universitario de Soria (CUS), instalado en las dependencias del convento en 1972. En el centro se impartía el primer ciclo de las Licenciaturas de Medicina y Filosofía y Letras, perteneciendo inicialmente al distrito universitario de Zaragoza. Con la integración del Colegio Universitario de Soria en la Universidad de Valladolid y el traslado de los estudios al Campus Universitario Duques de Soria en el año 2006, el edificio ha quedado sin uso.

## Descripción

### Convento

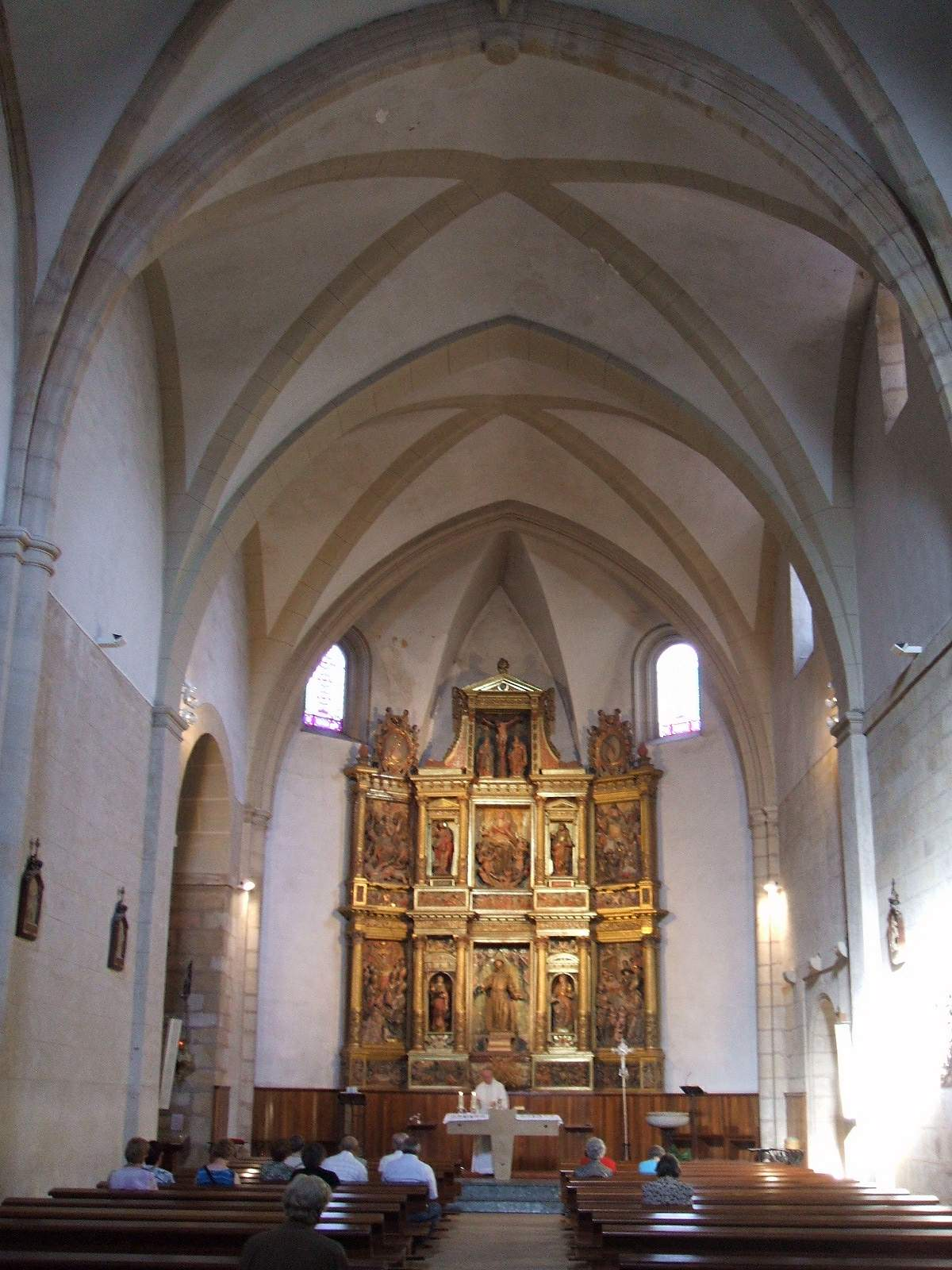
Nave de la iglesia.

Para saber cómo pudo ser este convento, Artigas
valora que las dos espaciosas alas del edificio, muy transformadas, donde se alojaba el Hospital de Santa Isabel, una, en la dirección del templo y otra, casi perpendicular a él, pueden dar ligera idea de lo que fue el antiguo convento de San Francisco, del que todavía se conserva en el interior, tal como estaba, la tendida y amplia escalera principal de ida y vuelta, toda de piedra, y adosada a la iglesia, realizada por Juan de Bentimilla a principios del siglo XVII y una galería de los claustros de siete arcos de medio punto, orientada al sur, que voltean sobre robustas pilastras con sencillas molduras lineales en los capiteles y en las basas. Estas arcadas, ahora cegadas, son claramente visibles en el ala que discurre en paralelo al templo, excepto en la zona de la sacristía que, como se ha anotado, fue rehabilitada desde los cimientos en las obras realizadas para el adecentamiento de la parroquia (1980-1981), se rebajó la cubierta para sacar a la luz parte de la fábrica de la iglesia. En la otra no se observan estos elementos arquitectónicos siendo esta, además, alterada por la construcción de un edificio anejo que albergaba, entre otras dependencias, el bar-restaurante del colegio universitario que cuenta con planta sótano. La panda septentrional se ha acondicionado para salones parroquiales, mientras que la occidental se integró en el Hospital y Colegio Universitario. El espacio exterior generado por ambas correspondería con el patio del claustro. El claustro y el refectorio fue realizado por Martín de Solano.
Delante de la fachada que da a la dehesa, tenía una especie de atrio que desapareció hace relativamente pocos años.
En armonía con el Convento estaba la extensa huerta con un gran estanque rectangular, adornado con pilastrillas y pirámides, revestido todo él de cantería, donde los frailes tenían sabrosa y abundante pesca para su uso particular. Todo el convento estaría cercado por un valla de piedra, que parece mandó edificar el P. Fray Francisco Calderón, guardián del Convento, de la que, según Artigas, podemos formarnos cabal concepto, por la inmediata finca murada, contigua a él por el oeste, que perteneció al Convento. Todos los autores y los propios documentos gráficos consultados permiten observar una extensa huerta alrededor del conjunto monacal, toda circunvalada por una tapia de piedra. En la actualidad pervive parte de la cerca, delimitando las instalaciones del colegio universitario, englobando el espacio libre de la antigua iglesia y el patio del claustro. El resto del espacio fue ya alterado por la estación de ferrocarril de San Francisco, integrándose posteriormente en la trama urbana de este sector del casco urbano, sobre el que se han edificado bloques de viviendas y edificios públicos. Todo este espacio, por tanto, se ha sometido a una fuerte afección al efectuarse excavaciones bajo cota 0 que han alterado gravemente el substrato preexistente. Todos los elementos que se aprecian en la planimetría y fotografía antigua han desaparecido casi por completo.
Una revisión de la planimetría histórica permite observar su estado en 1860, año de publicación del Plano de Coello. En él se aprecia que del convento sólo parece mantenerse dos edificios, anexos a la iglesia, quedando el resto del espacio dedicado a campos de cultivos, aunque aún es visible el estanque del que habla la documentación. Se observa también la presencia de una valla delimitando parte del solar, así como la traza de la antigua carretera de Madrid.

### Iglesia
Su planta actual es de nave única, dividida en cuatro tramos rectangulares por arcos fajones apuntados, coro alto a los pies y capilla mayor pentagonal, a la que, en el lado del Evangelio, se abre una espaciosa capilla. Los tres últimos tramos de la nave se cierran con sencillas bóvedas de crucería, integradas por dos nervios cruceros, el de espinazo y claves con motivos en forma de estrella. Los restantes tramos, reconstruidos en el siglo XIX, exhiben bóvedas de arista. El coro, encajado hoy en el último tramo de la nave, comprendía originariamente un tramo más, con lo cual avanzaba hasta el segundo tramo, conservándose aún los primitivos soportes sobre los que se levantaba.
A modo de naves laterales estarían en el lado del Evangelio, las capillas de los Veras, la de los Morales y la de los Beltranes. Las del lado de la Epístola desaparecieron todas. Una de ellas sería la de los Aguileras. Otra la de San Antón, donde estaría enterrado Carlos Arellano, Alférez Mayor del Infante don Fernando de Aragón, fallecido en 1412. La capilla consagrada a San Bernardino fue fundada en 1495 por Diego de Morales, Consejero del Rey Católico. 

#### Capilla Mayor

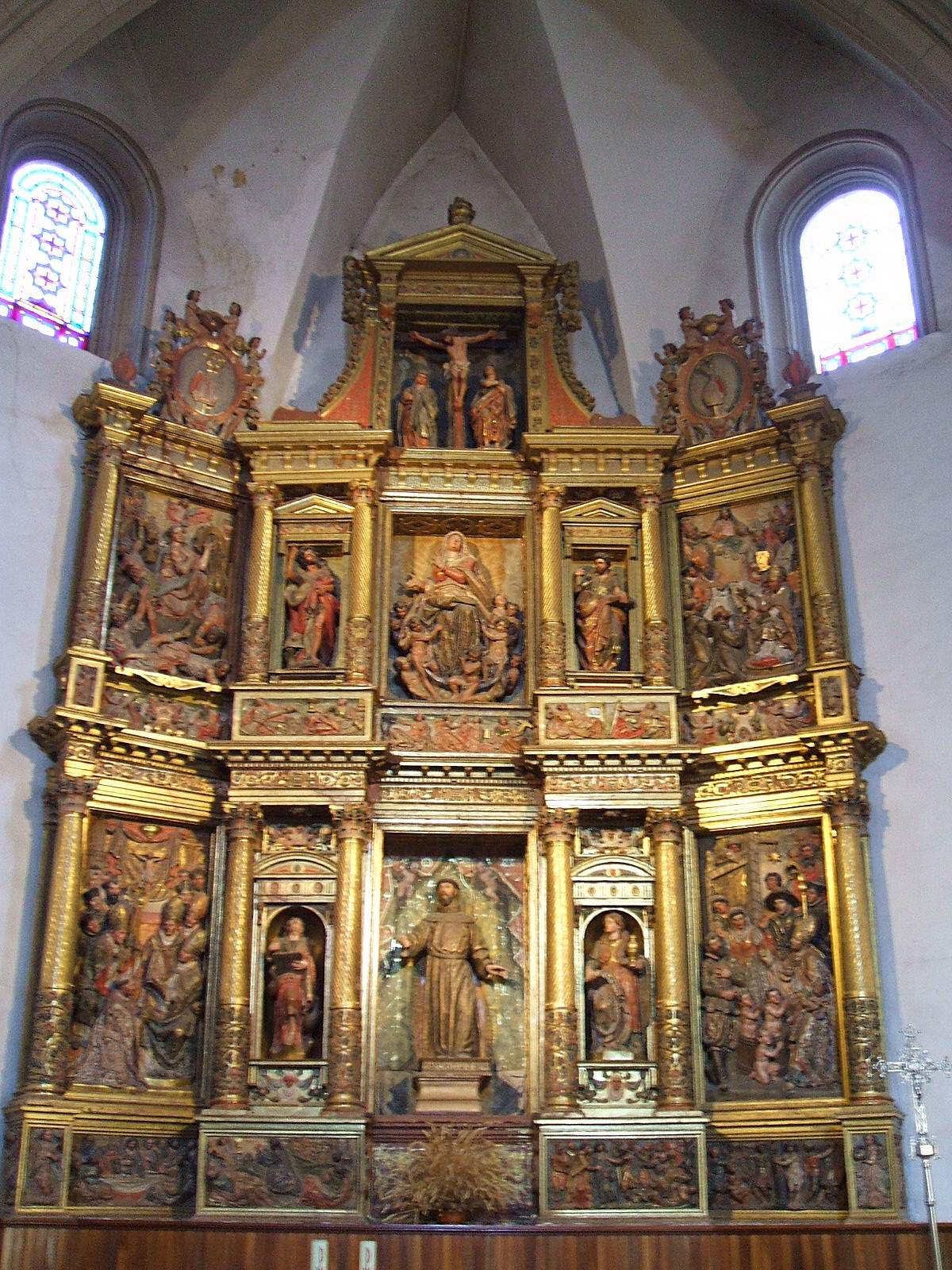
Retablo mayor de la iglesia, de estilo romanista.

La capilla mayor estaba dedicada, al parecer, a Nuestra Señora de Belén y actualmente alberga un interesantísimo retablo realizado en el siglo XVI por Pinedo, que primitivamente estaba en la iglesia de San Nicolás. 
Se trata de un retablo de estilo romanista de la escuela castellana realizado a finales del siglo XVI por el escultor y trazista Gabriel de Pinedo. El retablo se organiza a base de un banco, dos cuerpos, ático, tres calles y dos entrecalles con cajas de forma rectangular, según es habitual en sus retablos. Las calles se distribuyen con columnas corintias de fuste estriado en movimiento espiral, con el tercio inferior decorado con grutescos. Con el fin de aumentar la altura del retablo, el escultor hace uso de grandes entablamentos y coloca sobre las esculturas forntones curvos.
En el primer cuerpo se encuentra dentro de una caja rectangular la imagen de San Francisco, que vino a sustituir a la de San Nicolás, trasladada a la Concatedral de San Pedro. El ático lo preside un pequeño calvario.

#### Capilla de los Beltranes
Actualmente, sólo existe en el interior de la iglesia la capilla de los Beltranes, que por medio de un sencillo arco de medio punto, se abre al presbiterio, en el lado del Evangelio. Esta capilla fue fundada por Nicolás Beltrán, un judío soriano, hombre de negocios, que tuvo que abandonar Castilla en 1492 a raíz de la expulsión de los judíos y que luego retornó ya bautizado y con el cambio de nombre. La fundó bajo la advocación de San Nicolás de Bari. 
La antigua bóveda de crucería ha sido modernamente sustituida por una de arista. En la parte izquierda de la capilla se abre un nicho, de arco rebajado, en el que se encuentra ubicado un sarcófago, con la delantera decorada con el escudo del fundador —una flor de lis— dispuesto entre hojas de cardo, de tipo genérico. En él, tal como dispuso en su testamento, fechado en 1514, deben reposar los restos de Nicolás Beltrán. En el muro del fondo de esta capilla figura otro nicho, de arco conopial adornado con bolas y cardinas, flanqueado por dos pináculos, que parten de sendos escudos del fundador. A lo largo de los muros de la capilla se extiende un friso, en el que se sitúa una inscripción en letra gótica que no ha podido ser transcrita. En la parte externa de la capilla hay varios contrafuertes decorados con las armas de Nicolás Beltrán.

### Rincón de Bécquer
Además de la iglesia y las dependecias conventuales antes descritas, se conserván las ruinas del perímetro del convento en las que se pueden observar el transepto, la cabecera con tres ábsides pentagonales y los muros exteriores de las capillas. Junto a estas ruinas se encuentra el Rincón de Becquer, un espacio dedicado al poeta y narrador que vivió casi siete años en la capital y en varios pueblos de la provincia y dejó numerosos escritos y leyendas sobre Soria. 
En el año 2010, la Concejalía de Vivienda y Urbanismo del Ayuntamiento de Soria organizó un espacio para la remodelación de esta emblemática zona de la ciudad.
La propuesta ganadora fue 'Green grass of tunnel’, proyecto de los arquitectos Bernardo del Pino y Javier Gorostidi. Un pavimento de hormigón texturizado y un sistema de lomas vegetales situadas estratégicamente en el límite con la calzada, permiten delimitar una zona peatonal sinuosa y amortiguar los ruidos del tráfico rodado. Para salvar el desnivel que existe entre las ruinas del antiguo convento de San Francisco, se ideó un sistema de taludes naturales. Estos taludes se aprovechan para instalar unos bancos corridos de varios niveles y que festonean, también de forma sinuosa, el trazado del antiguo convento de San Francisco. La estructura de la plaza se divide en cuatro zonas diferentes. Un área de restauración, que incluye la terraza (con suelo de madera de pino) del establecimiento de hostelería que se encuentra instalado en este entorno; una zona infantil de recreo con un arenero, una fuente dedicada a Gustavo Adolfo Bécquer, con la que se potencia, con un efecto de reflejo, las propias ruinas y un área de recreo acuático para el verano que se transforma en un lugar para la realización juegos de nieve y exposición de esculturas de hielo durante el frío invierno soriano.
Una de las singularidades de este entorno es la original iluminación nocturna. Además de realzar las ruinas mediante unos focos, el espacio cuenta con una serie de led empotrados en el suelo, que marcan los recorridos de mayor tránsito. También los bancos cuentan con una iluminación del mismo tipo.